# Olympische Winterspiele 1960/Teilnehmer (Sowjetunion)
| Gelbes Symbol für Goldmedaillen mit stilisierten Olympischen Ringen | Graues Symbol für Silbermedaillen mit stilisierten Olympischen Ringen | Braundes Symbol für Bronzemedaillen mit stilisierten Olympischen Ringen |
| ------------------------------------------------------------------- | --------------------------------------------------------------------- | ----------------------------------------------------------------------- |
| 7                                                                   | 5                                                                     | 9                                                                       |

Die Sowjetunion nahm an den VIII. Olympischen Winterspielen 1960 im US-amerikanischen Squaw Valley Ski Resort mit einer Delegation von 62 Athleten in acht Disziplinen teil, davon 48 Männer und 14 Frauen. Mit sieben Gold-, fünf Silber- und neun Bronzemedaillen war die Sowjetunion die erfolgreichste Nation bei den Spielen.
Fahnenträger bei der Eröffnungsfeier war der Eishockeyspieler Nikolai Sologubow.

## Teilnehmer nach Sportarten

### Biathlon
- Wladimir Melanin
20 km Einzel: 4. Platz (1:35:42,4 h)

- Alexander Priwalow
20 km Einzel: Bronze  (1:34:54,2 h)

- Walentin Pschenizyn
20 km Einzel: 5. Platz (1:36:45,8 h)

- Dmitri Sokolow
20 km Einzel: 6. Platz (1:38:16,7 h)

### Eishockey
Männer
| - Wenjamin Alexandrow - Alexander Almetow - Juri Baulin - Michail Bytschkow - Wladimir Grebennikow - Jewgeni Groschew - Wiktor Jakuschew - Jewgeni Jorkin - Nikolai Karpow | - Alfred Kutschewski - Konstantin Loktew - Stanislaw Petuchow - Wiktor Prjaschnikow - Nikolai Putschkow - Genrich Sidorenkow - Nikolai Sologubow - Juri Zizinow |

- Bronze

### Eiskunstlauf
Paare
- Nina Schuk & Stanislaw Schuk
6. Platz (72,3)

- Ljudmila Beloussowa & Oleg Protopopow
9. Platz (68,6)

### Eisschnelllauf
Männer
- Rafael Gratsch
500 m: Bronze  (40,4 s)

- Jewgeni Grischin
500 m: Gold  (40,2 s, olympischer Rekord)
1500 m: Gold  (2:10,4 min)

- Juri Malyschew
500 m: 10. Platz (41,2 s)

- Gennadi Woronin
500 m: 5. Platz (40,7 s)
1500 m: 12. Platz (2:14,7 min)

- Lew Saizew
1500 m: 31. Platz (2:22,1 min)

- Boris Stenin
1500 m: Bronze  (2:11,5 min)

- Oleg Gontscharenko
5000 m: 6. Platz (8:06,6 min)

- Wiktor Kossitschkin
5000 m: Gold  (7:51,3 min)
10.000 m: Silber  (15:49,2 min)

- Waleri Kotow
5000 m: 5. Platz (8:05,4 min)

- Nikolajs Štelbaums
10.000 m: disqualifiziert

- Wladimir Schilykowski
10.000 m: 20. Platz (17:13,9 min)

Frauen
- Natalja Dontschenko
500 m: Silber  (46,0 s)

- Klara Gussewa
500 m: 6. Platz (46,8 s)
1000 m: Gold  (1:34,1 min)
1500 m: 4. Platz (2:28,7 min)

- Tamara Rylowa
500 m: 4. Platz (46,2 s)
1000 m: Bronze  (1:34,8 min)
3000 m: 9. Platz (5:30,0 min)

- Lidija Skoblikowa
1000 m: 4. Platz (1:35,3 min)
1500 m: Gold  (2:25,2 min)
3000 m: Gold  (5:14,3 min)

- Walentina Stenina
1500 m: 5. Platz (2:29,2 min)
3000 m: Silber  (5:16,9 min)

### Nordische Kombination
- Leonid Fjodorow
Einzel (Normalschanze / 15 km): 16. Platz (427,548)

- Nikolai Gussakow
Einzel (Normalschanze / 15 km): Bronze  (452,000)

- Dmitri Kotschkin
Einzel (Normalschanze / 15 km): 5. Platz (447,694)

- Michail Prjakin
Einzel (Normalschanze / 15 km): 12. Platz (432,952)

### Ski Alpin
Frauen
- Jewgenija Kabina
Abfahrt: 20. Platz (1:46,7 min)
Riesenslalom: 31. Platz (1:50,0 min)
Slalom: 18. Platz (2:04,3 min)

- Stalina Korsuchina
Abfahrt: 19. Platz (1:46,5 min)
Riesenslalom: 21. Platz (1:45,7 min)
Slalom: 7. Platz (1:58,4 min)

- Ljubow Wolkowa
Abfahrt: 23. Platz (1:49,2 min)
Riesenslalom: 30. Platz (1:48,9 min)
Slalom: 30. Platz (2:17,3 min)

### Skilanglauf
Männer
- Nikolai Anikin
15 km: 10. Platz (52:55,0 min)
30 km: Bronze  (1:52:28,2 h)
50 km: 13. Platz (3:10:13,9 h)
4 × 10 km Staffel: Bronze  (2:21:21,6 h)

- Alexander Gubin
15 km: 15. Platz (53:29,1 min)

- Alexei Kusnezow
30 km: 8. Platz (1:54:23,9 h)
50 km: 15. Platz (3:11:47,0 h)
4 × 10 km Staffel: Bronze  (2:21:21,6 h)

- Iwan Ljubimow
50 km: 18. Platz (3:25:06,4 h)

- Pawel Morschtschinin
15 km: 16. Platz (53:36,6 min)

- Anatoli Scheljuchin
30 km: 15. Platz (1:58:21,3 h)
4 × 10 km Staffel: Bronze  (2:21:21,6 h)

- Gennadi Waganow
15 km: 4. Platz (52:18,0 h)
30 km: 4. Platz (1:52:49,2 h)
50 km: 7. Platz (3:05:27,6 h)
4 × 10 km Staffel: Bronze  (2:21:21,6 h)

Frauen
- Marija Gussakowa
10 km: Gold  (39:46,6 min)
3 × 5 km Staffel: Silber  (1:05:02,6 h)

- Radja Jeroschina
10 km: Bronze  (52:55,0 min)
3 × 5 km Staffel: Silber  (1:05:02,6 h)

- Alewtina Koltschina
10 km: 4. Platz (40:12,6 min)

- Ljubow Kosyrewa
10 km: Silber  (40:04,2 min)
3 × 5 km Staffel: Silber  (1:05:02,6 h)

### Skispringen
- Leonid Fjodorow
Normalschanze: 27. Platz (193,1)

- Nikolai Kamenski
Normalschanze: 4. Platz (216,9)

- Nikolai Schamow
Normalschanze: 10. Platz (210,6)

- Koba Zakadse
Normalschanze: 9. Platz (211,1)